# La Révolte des prisonniers
La Révolte des Prisonniers est la huitième aventure, sur un total de treize, qu'effectue le Capitaine Flam dans la série de dessins animés qui porte son nom. Cette aventure est racontée en quatre épisodes de 22 minutes chacun.
Le capitaine Flam se donne pour mission de quitter, avec l'aide de prisonniers qui se sont mutinés, une planète sur laquelle ils se sont « échoués ».

## Résumé des quatre épisodes

### «La Révolte»
Le Capitaine Flam a entendu dire que des prisonniers en partance pour la prison intersidérale de Kélaburst ont l'intention de se mutiner et de s'évader. Il se rend au vaisseau Le Balcan à New York et découvre que Joan est l'officier de la Police spatiale chargé de la sécurité du vaisseau. Il la met en garde mais elle se montre soucieuse de montrer sa compétence. Au moment où le vaisseau est sur le point de partir, le capitaine monte à bord, où il retrouve Crag, Mala et le Pr Simon qui avaient deviné ses intentions potentielles.
Le vaisseau prend son envol vers Kelaburst. Le capitaine fait part de ses inquiétudes au commandant du vaisseau et à Ezla également présent . Le commandant fait les honneurs du vaisseau à Flam en insistant que toutes les précautions sont prises. Dix jours s'écoulent et aucun incident ne se produit. Flam, toujours inquiet, fait fouiller les cellules et les prisonniers au cas où des armes auraient été dissimulé, en vain. Un soir, alors qu'ils discutent, Joan avoue tendrement ses sentiments au capitaine mais celui-ci lui répond qu'elle est « nerveuse ».
La quiétude dans le vaisseau va cesser lorsque, sous l'action de Kim-Ivan, leur meneur, les prisonniers s'évadent. Kim-Ivan obtient de l'acide universel qu'il avait fait mettre sur sa tenue de prisonnier. Les mutins  se rendent alors maîtres du Balcan en tuant les membres d'équipage (malgré les ordres de Kim-Ivan) et faisant prisonniers le Capitaine Flam et ses compagnons.

### «Escapade hors de la galaxie»
Maîtres du vaisseau, les prisonniers décident de quitter la galaxie et de se rendre dans une lointaine nébuleuse afin de recouvrer la liberté. Les premiers jours se passent sans difficulté, mais les membres d'équipage s'enivrent régulièrement. Comme le timonier chargé du pilotage ne se rend pas compte qu'une énorme planète exerce son champ gravitationnel sur le Balcan Kim-Ivan fait libérer le Capitaine Flam et lui demande de prendre les commandes du vaisseau. Ce dernier est irrésistiblement attiré vers la planète géante. Flam arrive à faire poser le vaisseau sur une autre planète, très petite, située non loin de là. Mais le vaisseau s'est posé sur une plaque de lave molle et est attiré vers le fond.
Le Capitaine Flam ordonne l'évacuation immédiate du vaisseau. Tous quittent le Balcan qui coule irrémédiablement dans la lave. Les « naufragés de l'espace » sont dans une situation critique : ils n'ont ni armes, ni outils, ni source d'énergie, ni provisions.
Le capitaine propose un marché à Kim-Ivan : en échange de la collaboration entre Flam, ses amis et les mutins, ces derniers les déposeront, s'ils parviennent à quitter la planète, en un endroit où ils pourront regagner le système solaire, tandis que les mutins poursuivront leur chemin où bon leur semblera. Kim-Ivan et les mutins acceptent le marché. Le Capitaine Flam propose la construction d'un mini-vaisseau spatial pour quitter la planète.
Les naufragés commencent par créer un petit village sommaire et une répartition des rôles est faite. Certains vont cueillir des fruits, d'autres vont chasser. Pendant ce temps-là, le capitaine et le Pr Simon recherchent des minerais. Ils découvrent à cette occasion une espèce extraterrestre capable de se transformer. Ces extraterrestres sont des petits « cubes » intelligents, dotés de pouvoirs télépathiques et capables de former des assemblages complexes. Flam et ses compagnons les appellent « Cuboïdes ».

### «Impossible exploit»
L'un des mutins, Rollinger, plutôt faible d'esprit, déclare entendre les « voix » du « maître de la planète ». L'un des mutins, Ruluc, disparaît ensuite mystérieusement.
Peu après, le Capitaine Flam obtient de l'acier en mélangeant du carbone à de la fonte. Puis Joan est sur le point de se faire violer par l'un des mutins, Molémos, mais l'intervention du Capitaine Flam l'en empêche. Molémos jure de se venger.
Les travaux de construction du vaisseau se poursuivent. Un soir, le capitaine aperçoit Joan quitter le campement en état de somnambulisme. Réveillée, elle explique qu'elle était hypnotisée et qu'une « voix » lui donnait des ordres. Plusieurs autres mutins ont connu la même expérience. Le Capitaine Flam en déduit qu'un extraterrestre dispose de pouvoirs télépathiques et tente de les manipuler.
Quelques semaines après, l'un des deux moteurs du vaisseau spatial est terminé.
Une antique tablette est découverte sur laquelle est inscrit un message selon lequel des « Antals » étaient jadis venus sur la planète et y avaient créé une civilisation. Une comète avait arraché la planète de son système stellaire et l'avait propulsée dans l'espace. Si de nombreux Antals avaient pu quitter la planète, beaucoup étaient restés. Des mutations génétiques avaient eu lieu. 
Ezla pense que le « maître de la planète » est la civilisation cuboïde. Avec Joan, il se met à la recherche du quartier général des Cuboïdes qui, les apercevant, les attaquent et les font prisonniers. Le Capitaine Flam va à la rencontre des Cuboïdes et discute avec eux. Il apprend que l'antique espèce des Antals est devenue celle des Cuboïdes. Avec leur aide précieuse et leurs réserves de minerais, la construction du vaisseau spatial s'accélère.

### «La Mort d'un héros»
Des explosions volcaniques ont lieu, montrant que la planète n'en a plus pour très longtemps à exister. Or le Capitaine Flam et le Pr Simon ont un problème technique : Alors que leur vaisseau spatial est terminé, il faut quelques dizaines de grammes de calcium pour faire fonctionner le cyclotron sans qu'il explose . Or il a été impossible d'en trouver sur la planète. Comment faire ? Une poignée de prisonniers, menés par Molémos, décident de s'emparer du vaisseau et de faire fonctionner le cyclotron sans calcium : l'un des deux moteurs explose, tuant ces prisonniers. Le Capitaine Flam et les prisonniers survivants travaillent jour et nuit à réparer le vaisseau mais le problème de calcium reste entier.
Les naufragés de l'espace découvrent enfin qui se prétend "maître de la planète" : il s'agit d'un être vivant et pensant situé à l'intérieur du immense cactus, situé en plein milieu du campement. Ils luttent contre les pouvoirs télépathiques de cet alien et abattent le cactus, laissant apercevoir son cerveau. Celui-ci révèle à Flam qu'il n'existe pas de calcium sur cette planète ! 
.Mais les explosions volcaniques se multiplient et face à l'urgence de la situation, le capitaine ordonne à tous de monter dans le vaisseau de fortune. Il ordonne à Crag, désigné pilote-timonier du vaisseau, de lancer les machines exactement dix minutes plus tard et de quitter la planète. Il fait alors à ses compagnons un discours qui s'apparente à un discours d'adieux, avant de se diriger vers la chambre des machines dans l'optique de se placer à l'intérieur du cyclotron afin que le calcium de ses os serve à canaliser l'énergie du cyclotron et donc à permettre la propulsion du vaisseau. Mais l'un des machinistes, Maclinton (un des hommes d'équipage présent dans le Balcan depuis son départ de la Terre et qui a échappé aux meurtres commis par les mutins), a eu la même idée que le capitaine. Il assomme ce dernier et pénètre dans le cyclotron. À l'heure dite, Crag met le moteur en marche et fait décoller le vaisseau. Le calcium des os de Maclinton permet à l'engin de fonctionner normalement et de se propulser dans l'espace.
La planète explose peu après, tuant le « maître de la planète » et les Cuboïdes. Une fois revenu à lui, Flam raconte à ses compagnons ce qu'a fait Maclinton .Tous sont affectés par un tel sacrifice mais Kim-Ivan plus subtil, révèle à tous que les intentions du Capitaine Flam étaient les mêmes que celles de Maclinton. Le mini-vaisseau poursuit son chemin dans le vide sidéral. Comment faire pour attirer l'attention de vaisseaux circulant dans les environs ? Le manque d'énergie est problématique. Le Pr Simon propose que l'on utilise l'énergie de sa batterie autonome : quitte à mourir, autant avoir le maximum de chances de contacter des vaisseaux. Le générateur du professeur est enlevé de son mécanisme-porteur et sert à alimenter une radio spatiale rudimentaire par laquelle Flam envoie un SOS. Mais le générateur du professeur a une capacité limitée et la radio cesse très vite de fonctionner. Se sentant responsable Kim-Ivan veut se sacrifier en allant dans le cyclotron afin de le faire fonctionner et de sauver le professeur. Mais Flam l'en empêche et est même prêt à y aller à sa place, heureusement  un vaisseau de la Police spatiale, qui a entendu l'appel de détresse, intervient et récupère les naufragés de l'espace.
Kim-Ivan et ses compagnons mutins retournent en prison, mais remercient le Capitaine Flam de leur avoir sauvé la vie et de les avoir fait participer à l'exploit de réaliser un vaisseau spatial à partir de rien. Plus tard Flam et Joan évoquent le sacrifice de Maclinton, homme modeste mais devenu un héros.